# Delfina Gómez Álvarez
Pour les articles homonymes, voir Gomez et Álvarez.
 (mai 2025).
Delfina Gómez Álvarez, née le 15 novembre 1962 à Texcoco, est une femme politique mexicaine, membre du Mouvement de régénération nationale. Elle est la gouverneur de l'État de Mexico depuis 2023. 